# Buprenorfina/naloxona
Buprenorfina/naloxona, vendido bajo el nombre comercial Suboxone entre otros, es un medicamento combinado que incluye buprenorfina y naloxona. En combinación con un asesoramiento, se utiliza para tratar el trastorno por uso de opioides. Disminuye los síntomas de abstinencia durante aproximadamente 24 horas. Buprenorfina/naloxona está disponible para su uso en dos formas diferentes, debajo de la lengua o en la mejilla.
Los efectos secundarios pueden incluir depresión respiratoria (disminución de la respiración), pupilas pequeñas, somnolencia y presión arterial baja. El riesgo de sobredosis es menor con buprenorfina/naloxona que con metadona. Sin embargo, es más probable que las personas interrumpan el tratamiento con buprenorfina/naloxona que con la metadona. La metadona, o buprenorfina sola, generalmente se prefiere cuando se requiere tratamiento durante el embarazo.
La buprenorfina, a dosis más bajas, produce los efectos opioides habituales; sin embargo, las dosis altas más allá de cierto nivel no producen mayores efectos. Se cree que esto conlleva un menor riesgo de sobredosis que otros opioides. La naloxona es un antagonista opioide que compite con y bloquea el efecto de otros opioides (incluida la buprenorfina) si se administra por inyección. La naloxona se absorbe mal cuando se toma por vía oral y se agrega para disminuir el riesgo de que las personas utilicen el medicamento de forma indebida mediante una inyección. El uso indebido por inyección o por la nariz, sin embargo, todavía ocurre. Las tasas de uso indebido en los Estados Unidos parecen ser más bajas que con otros opioides.
La fórmula de combinación fue aprobada para uso médico en los Estados Unidos en 2002. En Estados Unidos, el costo mayorista para 2017 fue de entre US$2,32 y 3,15 por día. En el Reino Unido, una dosis similar le cuesta al NHS £0,90 a 2,72 por día, según los datos de 2015. Una versión genérica fue aprobada a mediados de 2018.

## Usos médicos

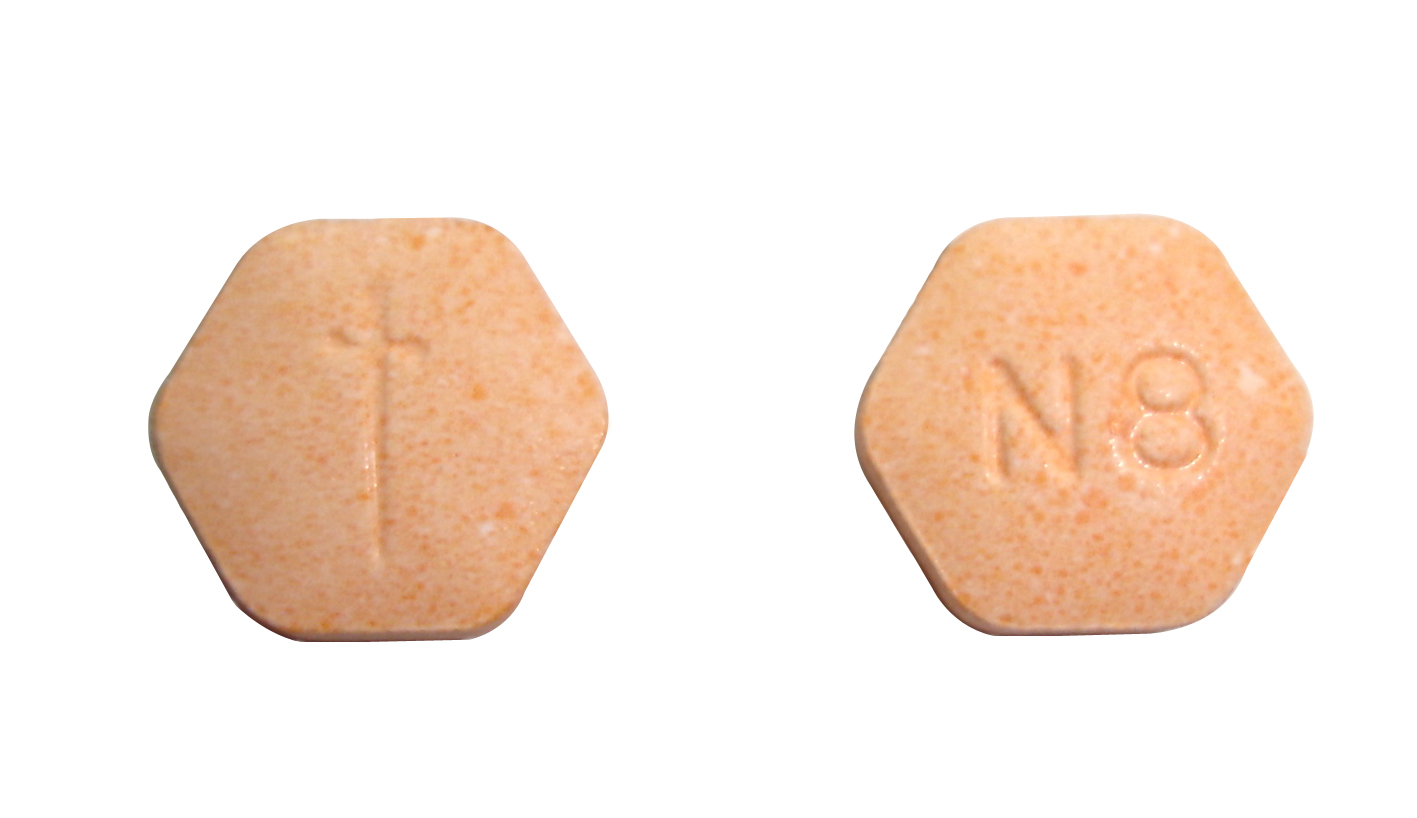
Tabletas sublinguales

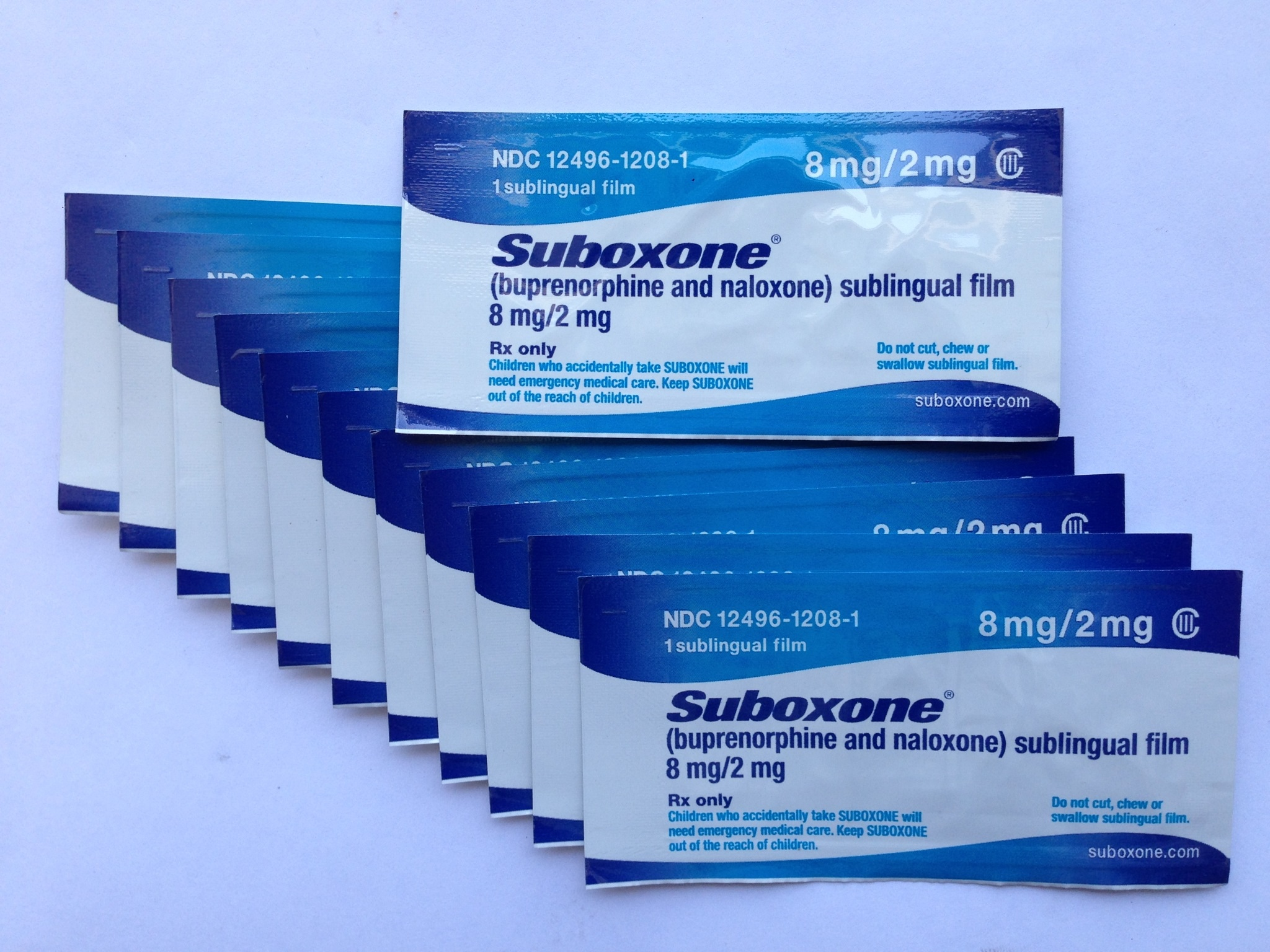
Hoja (paquete)

Buprenorfina/naloxona se usa para el tratamiento del trastorno por uso de opioides. Los resultados a largo plazo generalmente son mejores con el uso de buprenorfina/naloxona que los intentos de detener el uso de opioides por completo. Esto incluye un menor riesgo de sobredosis con el uso de medicamentos. Debido a la alta afinidad de unión y la baja activación en el receptor de opioides, los antojos y la abstinencia de los opioides se reducen al tiempo que se evita que un paciente se drogue y recaiga en otro opioide. La combinación de los dos medicamentos se prefiere a la buprenorfina sola para el tratamiento de mantenimiento debido a la presencia de naloxona en la formulación, lo que ayuda a funcionar como un elemento disuasorio del abuso, especialmente contra el uso intravenoso.
Se ha encontrado que la buprenorfina/naloxona es efectiva para tratar la dependencia de opioides y sirve como un medicamento de primera línea recomendado según el Instituto Nacional de Abuso de Drogas de EE.UU.. La medicación es una terapia de mantenimiento eficaz para la dependencia de opiáceos y generalmente tiene una eficacia similar a la de la metadona, que son sustancialmente más efectivas que el tratamiento basado en la abstinencia.
Debido a que se puede prescribir en un entorno de oficina (a diferencia de la metadona que requiere centros especializados), buprenorfina/naloxona permite una mayor libertad de administración al paciente. Por lo tanto, también viene con más riesgos en esta población vulnerable. Buprenorfina/naloxona puede recomendarse para usuarios de opioides socialmente estables que no pueden retirar medicamentos de un centro diariamente, que pueden tener otra afección que requiera visitas regulares de atención primaria o que tengan trabajos o vidas diarias que requieran que mantengan todas sus facultades y no pueden tomar un medicamento sedante. Buprenorfina/naloxona también se recomienda sobre la metadona en personas con alto riesgo de toxicidad por metadona, como los ancianos, los que toman dosis altas de benzodiazepinas u otros medicamentos sedantes, los abusadores de alcohol concomitantes, los que tienen un nivel más bajo de tolerancia a los opioides y aquellos en alto riesgo de intervalo QT prolongado. También es útil usar el medicamento en combinación con el apoyo psicosocial y el asesoramiento para el paciente.

## Contraindicaciones
Las contraindicaciones son insuficiencia hepática o respiratoria grave y alcoholismo agudo. Hay registros limitados de reactividad cruzada con opioides, pero existe la posibilidad. Depresión grave del SNC y respiratoria también pueden ocurrir con el uso concomitante de depresores del SNC, el consumo de alcohol u otros factores depresores del SNC mientras se toma buprenorfina/naloxona. 

## Efectos adversos
Los efectos secundarios son similares a los de la buprenorfina y otros opioides. Además, la naloxona puede inducir síntomas de abstinencia en personas adictas a los opioides. Los efectos secundarios más comunes (en el orden de más común a menos común) de las tabletas sublinguales incluyen: dolores de cabeza, síndrome de abstinencia de opioides, dolor, aumento de la sudoración, presión arterial baja y vómitos. Los efectos secundarios más comunes observados en las formulaciones de hoja son dolor en la lengua, disminución de la sensación y enrojecimiento en la boca, dolor de cabeza, náuseas, vómitos, sudoración excesiva, estreñimiento, signos y síntomas de abstinencia de opioides, dificultades para dormir, dolor e hinchazón de las extremidades.
Buprenorfina/naloxona tiene un perfil de efectos secundarios más leves que la metadona y tiene efectos respiratorios limitados, debido a los efectos tanto agonistas como antagonistas. Sin embargo, buprenorfina/naloxona puede ser menos segura que la metadona en pacientes con enfermedad hepática estable, ya que puede elevar las enzimas hepáticas.

### Dependencia y retirada
Buprenorfina/naloxona, cuando se toma en exceso, puede producir síntomas disfóricos para individuos sin dependencia a opiáceos o tolerantes, debido a que la buprenorfina es un agonista parcial de los opioides.  La formulación sublingual de la combinación buprenorfina/naloxona se diseñó para reducir el potencial de abuso a través de inyecciones en comparación con el uso de buprenorfina sola. Si la combinación se toma por vía sublingual, según las indicaciones, la adición de naloxona no disminuye los efectos de la buprenorfina. Cuando la combinación de la tableta sublingual se disuelve y se inyecta en individuos dependientes de opioides, se puede desencadenar un efecto de retirada debido a la alta biodisponibilidad parenteral de la naloxona. Si bien este mecanismo puede actuar para disuadir el abuso, la formulación de Suboxone todavía tiene el potencial de producir un agonista opioide "alto" si es abusado sublingualmente por personas no dependientes, lo que lleva a la dependencia de los opioides.

## Interacciones
El efecto sedante/narcótico de la buprenorfina aumenta con otros fármacos sedantes, como otros opioides, benzodiacepinas, antihistamínicos de primera generación, alcohol y antipsicóticos. Además, los opioides y especialmente las benzodiazepinas aumentan el riesgo de depresión respiratoria potencialmente letal.
Los inhibidores fuertes de la enzima hepática CYP3A4, como el ketoconazol, aumentan moderadamente las concentraciones de buprenorfina; Los inductores de CYP3A4 teóricamente pueden disminuir las concentraciones de buprenorfina.

## Farmacología

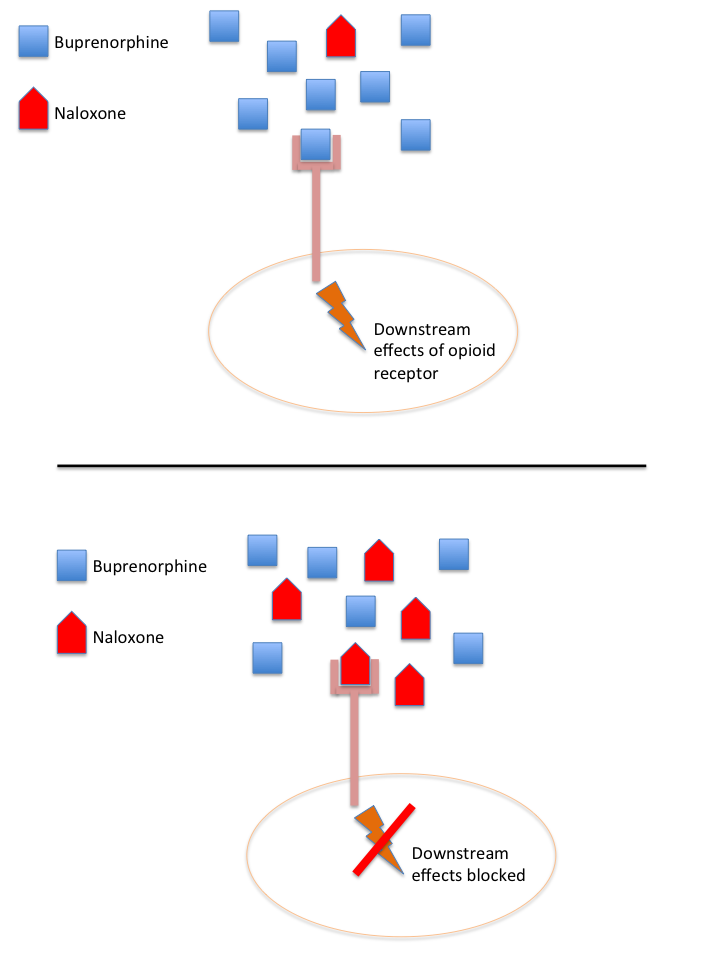
Un modelo teórico de ala ctividad: buprenorfina/naloxona en el receptor opioide cuando se toma por vía sublingual (superior) en comparación con cuando se inyecta por vía intravenosa (inferior).

Normalmente hay cuatro veces más buprenorfina que naloxona.

### Mecanismo de acción
La buprenorfina se une fuertemente a los receptores opioides y actúa como un medicamento para reducir el dolor en el sistema nervioso central (CNS). Se une al receptor opioide μ con una alta afinidad que produce los efectos analgésicos en el SNC. Es un agonista parcial de μ y es un antagonista débil del receptor opioide κ. A medida que aumenta la dosis de buprenorfina, sus efectos analgésicos alcanzan una meseta y luego comienza a actuar como un antagonista. Como agonista parcial, la buprenorfina se une y activa los receptores opioides, pero solo tiene eficacia en el receptor en relación con un agonista completo, incluso con ocupación máxima del receptor. Por lo tanto, es muy adecuado para tratar la dependencia de opioides, ya que produce efectos más leves en el receptor opioide con menor potencial de dependencia y de abuso. 
La naloxona es un antagonista opioide puro que compite con las moléculas opioides en el SNC y evita que se unan a los receptores opioides. La afinidad de unión de la naxolona es más alta para el receptor opioide μ, seguido por el receptor opioide δ, y es más baja para el   receptor opioide κ. La naloxona tiene una biodisponibilidad deficiente y se inactiva rápidamente después de la administración oral. Sin embargo, cuando se inyecta, ejerce todos sus efectos. 
Debido a la diferente biodisponibilidad entre los dos medicamentos en esta combinación, la buprenorfina/naloxona funciona como un factor disuasivo del abuso: cuando se toma por vía sublingual según lo prescrito, los efectos de la buprenorfina en el receptor opioide dominan, mientras que los efectos de la naloxona son despreciables debido a la baja absorción oral. Sin embargo, cuando alguien intenta hacer un mal uso del medicamento ya sea por inyección o inhalación, la naloxona está diseñada para actuar como un antagonista y para reducir los efectos eufóricos del opioide o incluso para precipitar la abstinencia en aquellos que actualmente dependen de los opioides. Esto ayuda a reducir el potencial de abuso en relación con la buprenorfina, aunque no lo erradica. Una razón por la que la naloxona podría tener una eficacia limitada como factor disuasivo del abuso es que la buprenorfina se une más estrechamente al receptor opioide mu que a la naloxona.

## Sociedad y cultura

### Acceso en los Estados Unidos
Antes de la Ley de tratamiento de la adicción a las drogas del año 2000 (DATA por sus siglas en inglés), a los médicos no se les permitía prescribir narcóticos para tratar la dependencia a los opioides. Las personas con dependencia de narcóticos tenían que ir a clínicas registradas para recibir tratamiento. Con DATA, Suboxone fue el primer medicamento aprobado para el tratamiento de consulta para la dependencia de opioides. Por lo tanto, Suboxone se ha utilizado ampliamente como un reemplazo de la metadona, ya que los médicos pueden prescribirla en sus consultorios, mientras que la metadona solo se puede proporcionar en centros especializados en adicciones de los cuales hay un número limitado, lo que a menudo dificulta el acceso. Algunos médicos también están liderando un movimiento para comenzar a prescribirlo fuera del departamento de emergencias (DE), ya que algunos estudios pequeños han demostrado que la Suboxona iniciada por el DE es efectiva en pacientes con más probabilidades de permanecer en tratamiento de adicciones en comparación con los que se refieren a programas de tratamiento de la adicción o aquellos que reciben solo una breve intervención en el departamento.
El acceso a Suboxone puede ser limitado debido a los diferentes requisitos de autorización previa de las diferentes aseguradoras. La autorización previa es utilizada por las compañías de seguros para limitar el uso de ciertos medicamentos al requerir la aprobación antes de que la compañía de seguros pague por los medicamentos. Esto puede influir en el acceso financiero del paciente y la adherencia. El acceso financiero se determina a través de la aprobación de la autorización previa, que el prescriptor debe solicitar antes de que el paciente pueda comenzar el medicamento. El tiempo que lleva la aprobación de la solicitud puede demorar al paciente a comenzar a tomar el medicamento. El proceso de autorización previa también puede afectar el cumplimiento, ya que la aprobación es necesaria para cada receta o cada un par de meses. Esto presenta el potencial de una brecha en el tratamiento y los síntomas de abstinencia a medida que el paciente espera su aprobación. Varias compañías de seguros, así como Medicaid en varios estados, han eliminado el uso de la autorización previa para Suboxone en un intento por aumentar el acceso a este tratamiento.